# Andrena pyrrhula
Andrena pyrrhula är en biart som beskrevs av Pérez 1895. Andrena pyrrhula ingår i släktet sandbin, och familjen grävbin. Inga underarter finns listade i Catalogue of Life.